# Пилунский, Леонид Петрович
Леонид Петрович Пилунский (укр. Леонід Петрович Пілунський; 15 сентября 1947, Симферополь — 21 ноября 2021, Симферополь) — украинский политик и журналист. Депутат Верховного Совета Автономной Республики Крым V и VI созыва. Заслуженный журналист Украины (2007).

## Биография
Родился 15 сентября 1947 года в Симферополе.
Окончил Севастопольский приборостроительный институт в 1972 году, получив квалификацию инженера-судомеханика.

### Трудовая деятельность
С 1966 года по 1967 год работал в Севастопольском морском торговом порту в качестве слесаря-судоремонтника, моториста и механика. Затем, с 1972 года по 1977 год, являлся судовым механиком севастопольского рыбопромышленного объединения «Атлантика». После этого Пилунский был капитаном подводного аппарата экспериментальной базы «Гидронавт».
В 1983 году перешёл на журналистскую работу. Являлся специальным корреспондентом радио по Севастополю, редактором и главным редактором всесоюзной радиопрограммы «Для тех, кто в море», автором, главным редактором и ведущим ТО «Остров Крым».
С 1996 года по 1998 год являлся исполнительным директором регионального комитета Хельсинкской гражданской ассамблеи Крыма.
С 1998 года по 2000 год был директором торговой базы «Оболонь» в Симферополе.
В 2010 году являлся главным редактором украиноязычной газеты «Крымская светлица».

### Политическая деятельность
В 1996 году возглавил крымское отделение партии «Народный Рух Украины». На парламентских выборов 1998 года попал в список «Руха» под № 51, однако депутатом избран не был. В одномандатном округе № 10 занял двенадцатое место с результатом 0,50 %. Во время выборов президента Украины в 1999 году являлся доверенным лицом Геннадия Удовенко.
С 2000 года по 2009 год Пилунский был председателем представительства государственного комитета Украины по вопросам регуляторной политики и предпринимательства в Крыму. На парламентских выборах 2002 года шёл по спискам Блока Виктора Ющенко «Наша Украина», однако народным депутатом вновь избран не был.
В 2006 году был избран депутатом Верховного Совета Крыма. Входил в блок демократических сил «Крымчане за НАТО». На выборах в Верховную раду Украины 2006 года шёл по спискам Блока Виктора Ющенко «Наша Украина» под № 160 и депутатом парламента в итоге не стал. Во время внеочередных выборов в раду в 2007 году шёл от блока «Наша Украина — Народная самооборона» и в украинский парламент избран не был. В 2008 году Пилунский выступил за увольнение всех украинских чиновников, поддержавших Россию в ходе её вторжения в Грузию, а после признания Россией независимости Абхазии заявил, что «следующим претендентом на независимость со стороны России может оказаться Крым, а затем — Донбасс». 
В 2010 году был переизбран депутатом крымского парламента. Являлся заместителем председателя фракции «Курултай-Рух», входил в комиссию Верховного совета АРК по нормотворческой деятельности, организации работы Верховного совета и связям с общественностью. С декабря 2010 года являлся исполнительным директором Крымского центра прав человека имени Петра Григоренко. Во время парламентских выборов 2012 года выставил свою кандидатуру по одномандатному округу № 10 (центр — г. Симферополь), однако в итоге снялся с выборов.
21 февраля 2014 года, комментируя в прямом эфире телеканала «Россия-24» события на полуострове, Пилунский критически отозвался о правящей «Партии регионов» и указал на то, что в автономии нет никаких беспорядков и только местные власти занимаются нагнетанием обстановки. Через полторы минуты его речь пропала из эфира посередине фразы, а запнувшаяся ведущая объяснила это неполадками со связью. Сам крымский парламентарий позже рассказал о том, что во время разговора с ним телевизионщики «просто бросили трубку, ничего не объяснив». По его мнению, это свидетельствует о том, что в Москве «не хотят слышать правду».
Пилунский выступил против аннексии Крыма Россией, а после этого перестал посещать заседания парламента. После ухода из политики в 2014 году Леонид Петрович сосредоточился на писательской деятельности.
Скончался 21 ноября 2021 года в Севастополе от коронавирусной инфекции.

## Награды
- Почетная грамота Совета министров Автономной Республики Крым (2001)[19]
- Заслуженный журналист Украины (2007)[20]

## Личная жизнь
Сын Ярослав Пилунский (род. 1972) — кинооператор.
Дочь Мария Пилунская (род. 1978) — художник по гриму в кино, лауреат украинской Национальной кинопремии «Золотой Волчок».

## Публикации
- Пилунский Л. Билет в театр грёз. Симферополь: Доля, 2002. — 446 с. — ISBN 966-7980-59-6
- Леонид Пилунский. Тоска рисует землю. Сборник морских рассказов — Симферополь, ДОЛЯ, 2005., 148с. — ISBN 966-366-008-2
- Леонид Пилунский. Тоска рисует землю. (Издание 2-е исправленное и дополненное). Сборник морских рассказов — Киев, Издательский центр «Просвіта», 2007. 175с. — ISBN 966-8547-92-6
- Леонид Пилунский. Театр грёз или Атеус. Роман-эссе — Симферополь, Таврия, 2007. 116с. — ISBN 978-966-435-147-5
- Пилунский Л. П. В тени цветущего багряника. Поэзия. — Симферополь, издательство «ДОЛЯ», 2010 — 176стр, илл. — ISBN 978-966-366-357-9
- Леонид Пилунский. Молитва о любви. Поэзия. — Симферополь, ДОЛЯ, 2011, 144 с. — ISBN 978-966-366-481-1
- Леонид Пилунский. Крымские истории. Сборник рассказов и повестей. Симферополь: изд-во КРП "РИЦ «Крым». 2010. — 360 стр., вклейка — ISBN 978-966-2309-04-1